# دانثورپ (اورگن)
دانثورپ (به انگلیسی: Dunthorpe) یک منطقهٔ مسکونی در ایالات متحده آمریکا است که در شهرستان مولتنومه، اورگن واقع شده‌است.